# Tapixaua
Tapixaua é um gênero monotípico de aranhas do saco corinídeo da América do Sul contendo a única espécie, Tapixaua callida . Tanto o macho quanto a fêmea foram descritos pela primeira vez por AB Bonaldo em 2000, e só foram encontrados no Brasil e no Peru .